# Klępina
Klępina – wieś w Polsce, położona w województwie lubuskim, w powiecie zielonogórskim, w gminie Nowogród Bobrzański.
W latach 1975–1998 miejscowość administracyjnie należała do województwa zielonogórskiego.

## Demografia
Liczba mieszkańców miejscowości w poszczególnych latach:
| Rok  | Ilość mieszkańców |
| ---- | ----------------- |
| 1998 | 307               |
| 2002 | 317               |
| 2009 | 325               |
| 2011 | 305               |
| 2021 | 285               |